# العلاقات الآيسلندية الأفغانية
العلاقات الآيسلندية الأفغانية هي العلاقات الثنائية التي تجمع بين آيسلندا وأفغانستان.

## مقارنة بين البلدين
هذه مقارنة عامة ومرجعية للدولتين:
| وجه المقارنة                                              | آيسلندا          | أفغانستان                    |
| --------------------------------------------------------- | ---------------- | ---------------------------- |
| المساحة (كم2)                                             | 103.00 ألف       | 652.23 ألف                   |
| عدد السكان (نسمة)                                         | 317.35 ألف       | 34.94 مليون                  |
| الكثافة السكانية (ن./كم²)                                 | 3.08             | 53.57                        |
| العاصمة                                                   | ريكيافيك         | كابل                         |
| اللغة الرسمية                                             | اللغة الآيسلندية | اللغة البشتوية، اللغة الدرية |
| العملة                                                    | كرونة آيسلندية   | أفغاني                       |
| الناتج المحلي الإجمالي (بليون دولار)                      | 23.91 مليار      | 20.82 مليار                  |
| الناتج المحلي الإجمالي (تعادل القوة الشرائية) بليون دولار | 15.79 مليار      | 62.62 مليار                  |
| الناتج المحلي الإجمالي الاسمي للفرد دولار أمريكي          | 50.17 ألف        | 594                          |
| الناتج المحلي الإجمالي للفرد دولار أمريكي                 | 46.55 ألف        | 1.93 ألف                     |
| مؤشر التنمية البشرية                                      | 0.899            | 0.479                        |
| رمز المكالمات الدولي                                      | +354             | +93                          |
| رمز الإنترنت                                              | .is              | .af                          |
| المنطقة الزمنية                                           | 00، أوروبا/لندن ‏ | ت ع م+04:30                  |

## منظمات دولية مشتركة
يشترك البلدان في عضوية مجموعة من المنظمات الدولية، منها:
| علم المنظمة | اسم المنظمة                               | تاريخ انضمام آيسلندا | تاريخ انضمام أفغانستان |
| ----------- | ----------------------------------------- | -------------------- | ---------------------- |
|             | وكالة ضمان الاستثمار متعدد الأطراف        | 25 سبتمبر 1998       | 16 يونيو 2003          |
|             | منظمة الشرطة الجنائية الدولية             | ?                    | ?                      |
|             | منظمة حظر الأسلحة الكيميائية              | ?                    | ?                      |
|             | الأمم المتحدة                             | 19 نوفمبر 1946       | 19 نوفمبر 1946         |
|             | مؤسسة التمويل الدولية                     | 20 يوليو 1956        | 23 سبتمبر 1957         |
|             | يونسكو                                    | 8 يونيو 1964         | 4 مايو 1948            |
|             | مؤسسة التنمية الدولية                     | 19 مايو 1961         | 2 فبراير 1961          |
|             | البنك الدولي للإنشاء والتعمير             | 27 ديسمبر 1945       | 14 يوليو 1995          |
|             | المركز الدولي لتسوية المنازعات الاستشارية | 14 أكتوبر 1966       | 25 يوليو 1968          |
|             | الاتحاد البريدي العالمي                   | ?                    | ?                      |
|             | الاتحاد الدولي للاتصالات                  | 1 أكتوبر 1906        | 12 أبريل 1928          |

## وصلات خارجية
- موقع وزارة الخارجية الآيسلندية
- موقع وزارة الخارجية الأفغانية